# Harry James
Henry Haag „Harry” James (ur. 15 marca 1916 w Albany, zm. 5 lipca 1983 w Las Vegas) – amerykański trębacz i lider zespołów jazzowych ery swingu.

## Kariera muzyczna
Grał w orkiestrze Benny'ego Goodmana, później założył własny zespół, w którym – jako początkujący wokalista – występował m.in. Frank Sinatra. W pierwszej połowie lat 40. XX wieku pod względem popularności orkiestra Jamesa ustępowała tylko Glennowi Millerowi. Zespół został rozwiązany w roku 1946, a jego lider powrócił do grania w mniejszej osobowo formacji: Harry James and His Music Makers. Z tym zespołem występował niemal do końca swego życia, grając w lokalach rozrywkowych Las Vegas, czy też wyjeżdżając w trasy koncertowe po Stanach Zjednoczonych i świecie.

## Dyskografia
Zestawienie oparto na albumach wzmiankowanych na portalu allmusic.com.
- 1950
  - Your Dance Date
  - Dance Parade
  - Trumpet Time [Columbia] (25 utworów, czas: 75'58")
- 1952.07.30 – Soft Lights, Sweet Trumpet (8 utworów)
- 1952.10.10 – Hollywood's Best (wspólnie z Rosemary Clooney, 12 utworów, 34'41")
- 1952.10.25 – One Night Stand
- 1953 – Radio Discs of Harry James
- 1954.02.18 – 1954
- 1954
  - Trumpet After Midnight (12 utworów, 39'40")
  - Swingin' N' Sweet (nagrano: 1953-1954)
  - Saturday Night Swing (nagrano: 1953.12-1954.01)
  - Harry James at the Hollywood Palladium (nagrano: 1954.01.22-23)
  - 1954 Broadcasts (nagrano: 1954.05.29-06.20)
  - Young Man with a Horn (soundtrack, wspólnie z Doris Day, 13 utworów, 39'56")
- 1955
  - Jazz Session (nagrano: 1954.12.30 i 1955.02.15)
  - Harry James in Hi-Fi (14 utworów nagranych: 1955.07.20-25)
  - Juke Box Jamboree
  - The Man with the Horn
- 1956 – More Harry James in Hi-Fi (12 utworów nagranych: 1955.11-1956.01)
- 1957.05 – Wild About Harry (10 utworów, 38'22")
- 1958 – The New James (9 utworów nagranych: 1958.04.01-03)
- 1958.06 – Harry's Choice (nagrano: 1958.06)
- 1961.01.19 – The Spectacular Sound of Harry James
- 1961.03 – Harry, Not Jesse
- 1962.01
  - Requests on the Road
  - The Solid Gold Trumpet of Harry James
- 1962.03 – Harry James Plays Neal Hefti
- 1962.07.20 – Double Dixie
- 1964 – In a Relaxed Mood
- 1965.01 – New Version of Down Beat Favorites (nagrano: 1964.03.09-10)
- 1965.10 – The Ballads and the Beat
- 1966.02 – Strictly Instrumental (17 utworów, 51'34")
- 1968.04 – The Golden Trumpet of Harry James (13 utworów, 34'18")
- 1968 – Harry James & His Western Friends
- 1971.01.25
  - 32nd Anniversary Night, Vol. 1 (13 utworów, 43'27")
  - 32nd Anniversary Night, Vol. 2 (14 utworów, 55'22")
- 1971.10.23 – Live (londyński koncert Harry James Big Band)
- 1972 – Mr. Trumpet (10 utworów, 29')
- 1976
  - Comin' from a Good Place (11 utworów, 38'10")
  - Harry James Plays the Songs That Sold a Million (10 utworów)
  - The King James Version (9 utworów, 29'27")